# Трент, Николас
Николас Трент (Трант) (1769—1839) был офицером британской армии, который руководил португальскими нерегулярными войсками в нескольких сражениях во время Пиренейской войны. Его самыми известными подвигами были возвращение захваченной французами Коимбры в октябре 1810 года и успешная защита линии реки Мондегу в марте 1811 года.

## Ранние годы
Трент родился в 1769 году в ирландской семье с датскими корнями. Его родителями были Томас Трент и дочь Джеймса Трента (её имя неизвестно); вероятно, они были двоюродными братом и сестрой. Они жили в Дингле, городе на юго-западном побережье Ирландии, но Трент получил образование в военном колледже во Франции.

## Начало карьеры
После начала Великой французской революции в мае 1794 года Трент вступил в британскую армию в звании лейтенанта 84-го пехотного полка. В том же году он участвовал в британской экспедиции в Голландию, которая была оккупирована французами. 1 октября 1794 года он служил в одном из полков ирландской бригады. В 1795 году он отправился со своим полком в экспедицию на мыс Доброй Надежды, в ходе которой британцы оккупировали Капскую колонию, основанную голландской Ост-Индской компанией. В 1798 году его полк был направлен в Португалию, откуда он отправился для участия в экспедиции под командованием генерала сэра Чарлза Стюарта, который захватил остров Менорка в ноябре того же года. Там Трент помог организовать полк Менорки, в котором служил майором с 17 января 1799 года. Участвовал в экспедиции в Египет, а его полк присутствовал в битве при Александрии 21 марта 1801 года.
Полк был распущен после подписания Амьенского мира (25 марта 1802 года), и Трент покинул армию, но, когда возобновились военные действия, 25 декабря 1803 года он поступил в Королевский штабной корпус в звании энсина. 28 ноября 1805 года он был произведён в лейтенанты.

## Пиренейская война
В 1808 году, первым французским вторжением, его отправили в Португалию в качестве «военного агента». Он начал служить в португальской армии, где стал бригадным генералом.
В 1808 году, когда Уэлсли высадился в Португалии, он встретился с Трентом, служившим в Операционной армии Эстремадуры, которой командовал Бернардим Фрейре де Андраде. Под командованием Трента около 2 тыс. португальцев присоединились к британским экспедиционным силам, высадившимся в Лавуше, и приняли участие в битве при Ролисе и при Вимейру.
В 1808 году, после подписания Синтрской конвенции он уехал в Великобританию, но вернулся в Португалию в следующем году.
Во время второго французского вторжения в Португалию в 1809 году, когда англо-португальские войска начали наступать на Порту, под командованием Трента было около 3 тыс. ополченцев, а также уцелевшие солдаты регулярной армии, которые были вынуждены бежать после завоевания Порту Сультом. Во время второго и третьего французских вторжений в Португалию он руководил этими нерегулярными войсками, осуществляя наблюдение за противником, беспокоя его тыл и отрезая основные линии связи.
1 июня 1809 года Трент был произведён в капитаны британской армии, но вскоре после этого ему сообщили, что он будет исключён из корпуса, если не оставит службу в португальской армии. Его спасло вмешательство Веллингтона, который написал 9 мая 1810 года: «Нет офицера, потеря которого была бы более ощутимой для этой страны».
20 сентября 1810 года, незадолго до битвы при Бусаку, португальское ополчение Трента устроило возле Сотохаля засаду на багажный обоз французской армии, и тот едва избежал захвата; португальцы захватили около сотни пленных, и это нападение стоило маршалу Андре Массене двухдневной задержки. Вскоре армия Массены захватила Коимбру и основала там базу. 7 октября Трент и 4 тыс. португальских ополченцев отбили город. Французские потери составили 8 убитых и 400 пленных боеспособных солдат. Также сдались примерно 3,5 тыс. больных и раненых и несколько сотен человек медицинского и обслуживающего персонала. Трент потерял только 3 убитых и 26 раненых. Как губернатор, он оставался во владении этим городом всю зиму, в то время как французы тщетно пытались преодолеть линии Торрес-Ведрас.
Наивысшее достижение Трента было достигнуто после того, как Массена приказал отступить. Французский маршал намеревался отступить на север через реку Мондегу в район Португалии, где его войска могли добывать себе продовольствие и припасы. Защищая Мондегу всего лишь с отрядом в 5 тыс. ополченцев и без регулярных войск, Трент блестяще оборонялся, начиная с 10 марта 1811 года. 13 марта Массена под давлением англо-португальского войска Артура Уэлсли, герцога Веллингтона, неохотно направил свои отступающие колонны на восток к испанской границе.
В апреле 1811 года войска под командованием Трент участвовали в блокаде Алмейды, последней португальской крепости, остававшейся в руках французов.
В октябре 1811 года правительство Португалии присвоило ему звание рыцаря Ордена Башни и Меча, восстановленного 29 ноября 1808 года.
В апреле 1812 года, когда две французские дивизии собирались штурмовать Алмейду, ему удалось обмануть их при помощи нескольких ложных бивуачных огней и своих партизан, переодетых в красную британскую форму; французы сочли за лучшее отступить. 14 апреля 1812 года в битве при Гуарде Трент с 2 тыс. ополченцами и небольшим отрядом кавалерии неблагоразумно попытался помешать трём подразделениям маршала Огюста Мармона совершить набег на Португалию. 13-й конный шассёрский полк разгромил его войска, захватив в плен 1,5 тыс. человек. Большинство заключенных позже были освобождены. Веллингтон, высоко оценив его действия в чрезвычайной ситуации, попросил его не рисковать так сильно.

## Дальнейшая жизнь
25 декабря 1816 года он был переведён на половинное жалование. 20 июля 1818 года оставил действительную службу и окончательно покинул португальскую армию в 1825 году. Николас Трент вернулся в Великобританию, где умер в 1839 году в Грейт-Баддоу в Эссексе.
Признавая заслуги Трента, Веллингтон тем не менее отзывался о нём критически: «Очень хороший офицер, но пьяница, каких свет не видывал» (англ. A very good officer, but a drunken dog as ever lived).

## Личная жизнь
У Трента и его жены Сары (урождённой Хорсингтон, из евангельских христиан) было двое детей: капитан Томас Аберкромби Трент (1805—1832), служивший в 28-м пехотном полку, и автор дневников Кларисса Сэндфорд Трент (1800—1844). Её внучка Клара Джорджина Луард отредактировала двадцать восемь томов её дневников, опубликовав их в 1925 году.